# NGC 5060
NGC 5060 est une galaxie spirale barrée située dans la constellation de la Vierge. Sa vitesse par rapport au fond diffus cosmologique est de 6 548 ± 22 km/s, ce qui correspond à une distance de Hubble de 96,6 ± 6,8 Mpc (∼315 millions d'al). NGC 5060 a été découverte par l'astronome prussien Heinrich Louis d'Arrest en 1863.
La classe de luminosité de NGC 5060 est II.
À ce jour, trois mesures non basées sur le décalage vers le rouge (redshift) donnent une distance de 81,800 ± 2,291 Mpc (∼267 millions d'al), ce qui est à l'extérieur des valeurs de la distance de Hubble. Notons cependant que c'est avec la valeur moyenne des mesures indépendantes, lorsqu'elles existent, que la base de données NASA/IPAC calcule le diamètre d'une galaxie et qu'en conséquence le diamètre de NGC 5060 pourrait être d'environ 39,3 kpc (∼128 000 al) si on utilisait la distance de Hubble pour le calculer.